# Tagliamento
Der Tagliamento [ˌtaʎːaˈmento] (italienisch, furlanisch Tiliment oder auch Taiament, mittelalterlich deutsch: Dülmende) im Friaul, Oberitalien, ist der bedeutendste der letzten Wildflüsse der Alpen.
Er ist der letzte Alpenfluss, der heute noch jene Eigenschaften aufweist, die ursprünglich für die Flüsse im Alpenraum charaktergebend waren: ein ausgedehntes Schotterbett mit verzweigten Gerinnen, ein mächtiger alluvialer Grundwasserkörper, massenhaft Totholz und Inselbildungen in allen Entwicklungsstadien. Bei jedem Hochwasser verändert sich die Gestalt des Flussbettes; Inseln, Tümpel und freie Schotterflächen werden neu geschaffen. Es entsteht ein komplexes Mosaik an Lebensräumen, welches erst die große Vielfalt aquatischer, amphibischer und terrestrischer Organismen ermöglicht, die natürliche Flüsse kennzeichnen.

## Name
In der mittelalterlichen Literatur findet sich ein deutscher Name des Flusses: Die Dülmende. Er leitet sich von Tulmentum ab, dem vulgärlateinischen Namen der am Flusslauf des Tagliamento gelegenen Stadt Tolmezzo, und konnte sowohl die Stadt als auch den Fluss bezeichnen.

## Flusslauf und Landschaft
Der Tagliamento ist 170 Kilometer lang, entspringt am Mauriapass in der Provinz Belluno, durchfließt Karnien, nimmt die Fella aus dem Kanaltal auf, tritt bei Gemona del Friuli in die Norditalienische Tiefebene und mündet zwischen Bibione und Lignano Sabbiadoro in die Adria.
Der Flusslauf lässt sich morphologisch in vier Abschnitte untergliedern:
- Der Oberlauf, von der Quelle bis Socchieve, weist die typischen Merkmale eines Gebirgsflusses auf: geringe Gewässerbreite, sehr grobkörnige Sedimente (Schotter bis Blöcke) und ein großes Gefälle von etwa 22 ‰.
- Ein etwa 90 km langer verzweigter Abschnitt schließt sich an. Das bis zu 1,5 km breite und verzweigte Flussbett wird durch seine Talflanken gesäumt und nur durch die Engstellen bei Invillino, Venzone und Pinzano unterbrochen. Das Gefälle beträgt im Mittel etwa 5 ‰, die Sedimente sind aus Kies und Schotter.
- Ab San Paolo bis Latisana verläuft der Tagliamento in mäandrierender Form. Seine aktive Gewässerbreite verringert sich auf 100–200 m und das Gefälle nimmt rasch ab und die Sedimente werden zunehmend sandig bis tonig.
- Der vierte Abschnitt, von Latisana bis zur Mündung, entspricht einem eingedämmten Kanal, dem die morphologische Dynamik weitgehend fehlt.

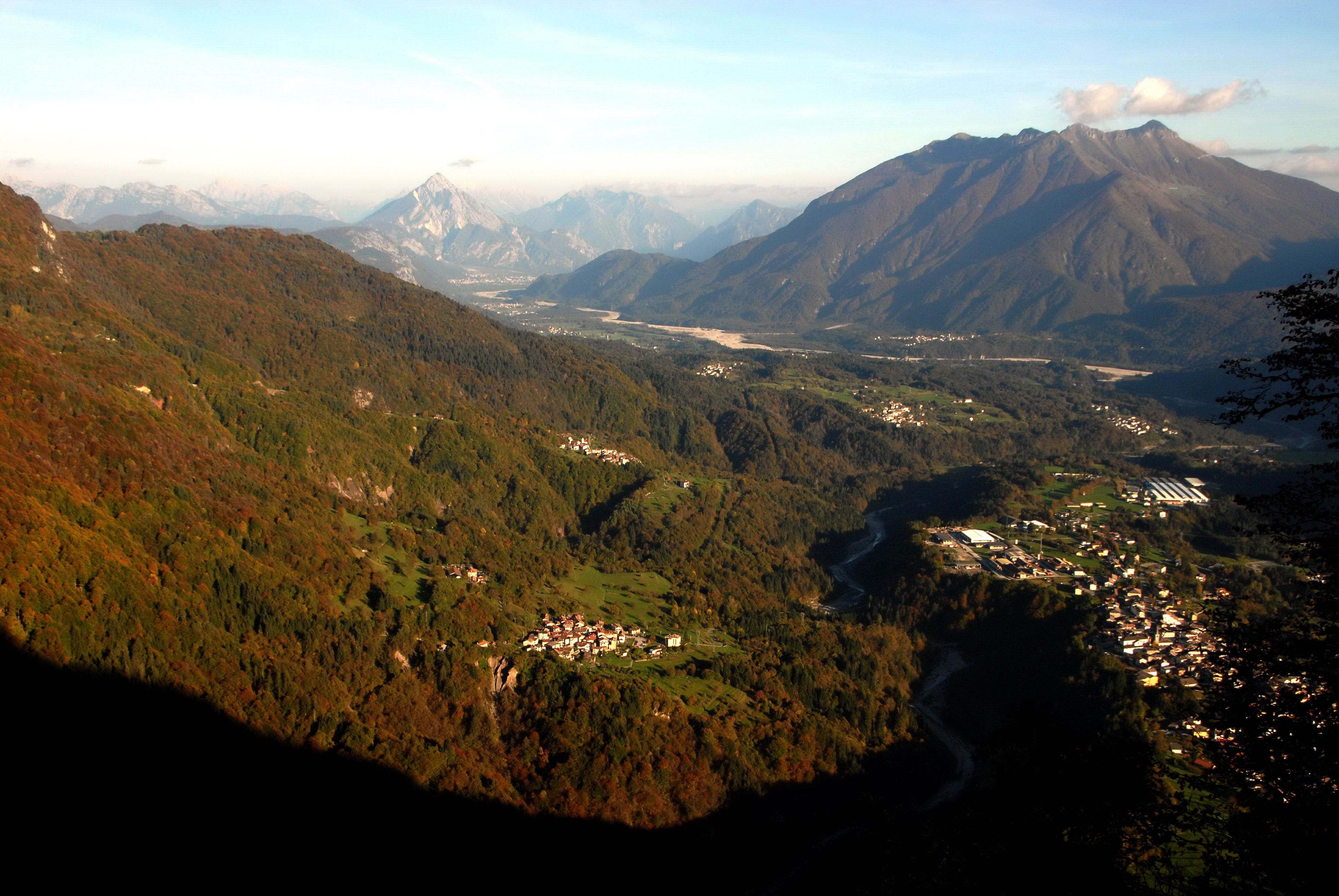
Oberlauf des Tagliamento (im Hintergrund) bei Ampezzo (im Vordergrund)
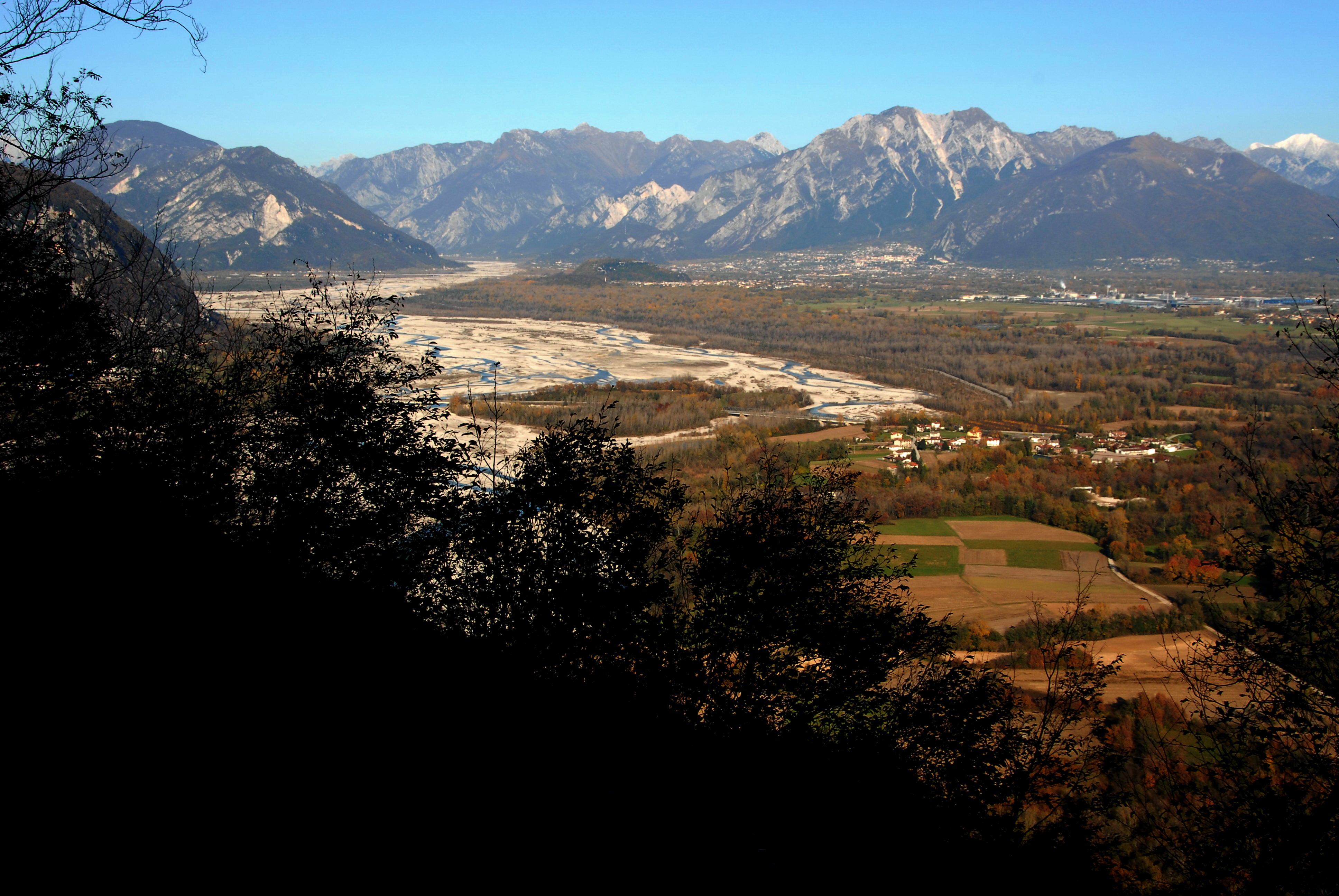
Der Tagliamento ergießt sich bei Gemona del Friuli aus den Alpen in die Ebene
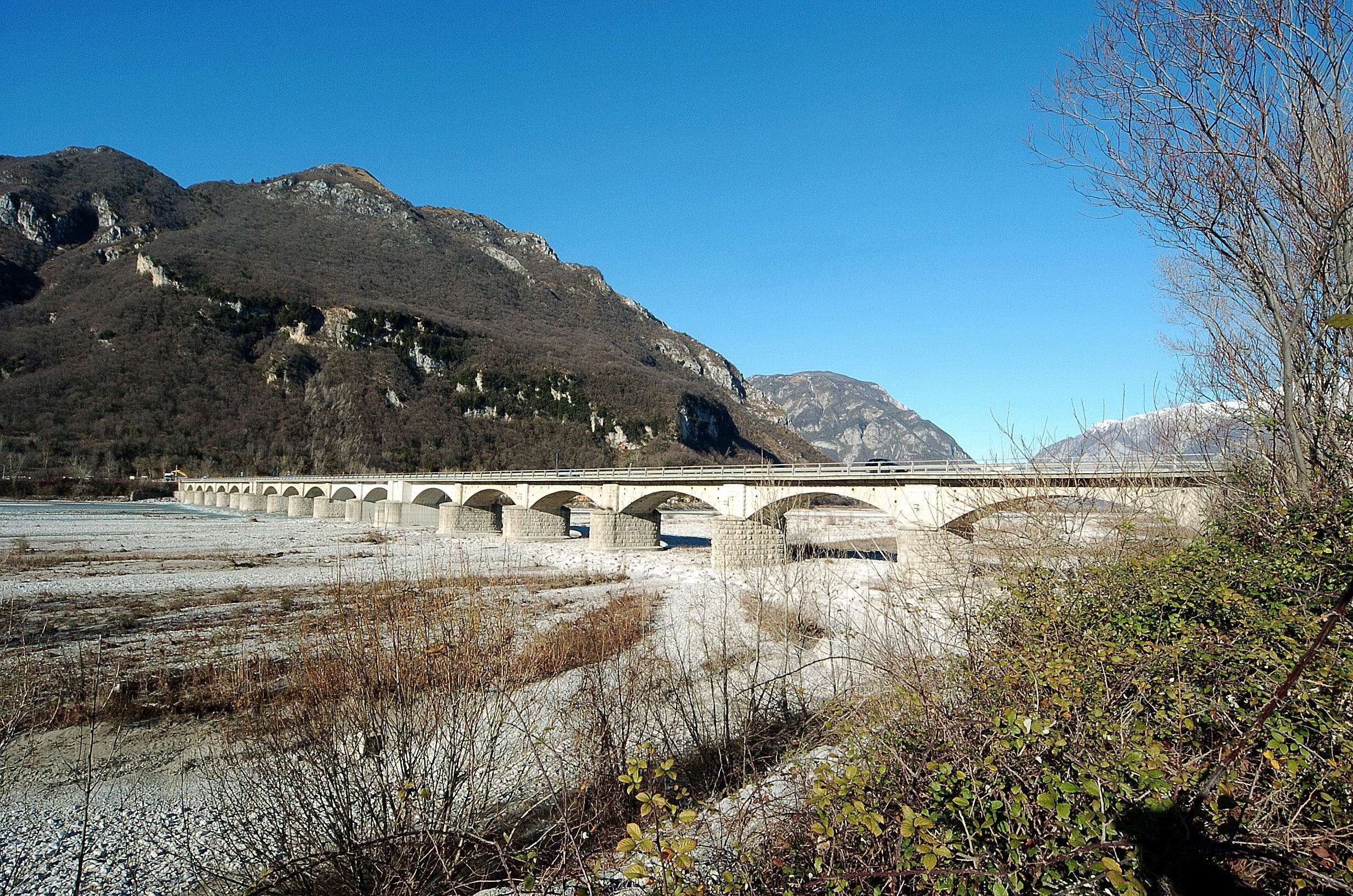
Straßenbrücke über den Tagliamento zwischen dem Dorf Braulins und Gemona del Friuli
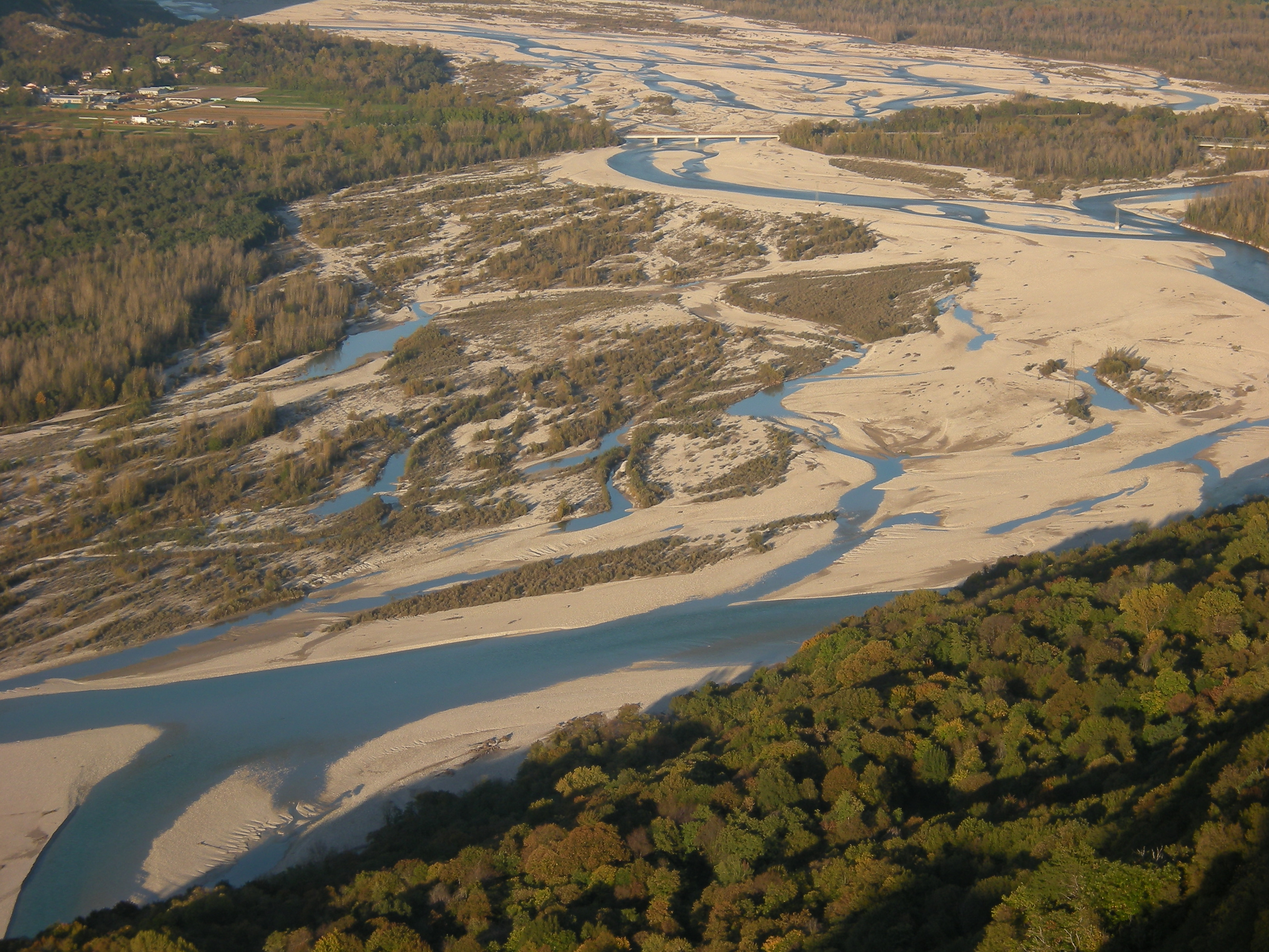
Der Tagliamento bei Cornino nahe Spilimbergo
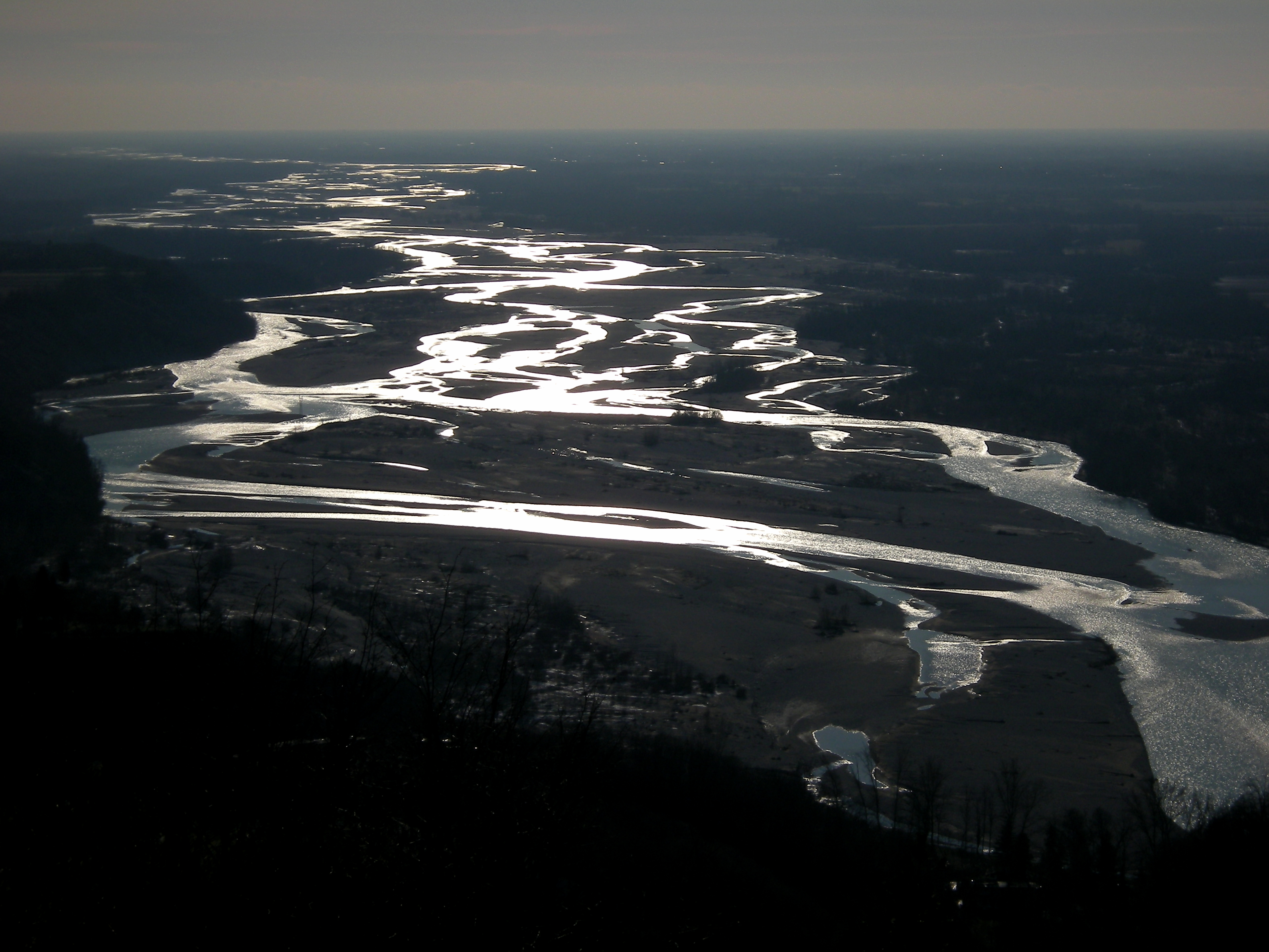
Bedeutendster Wildfluss der Alpen (Verflochtener Fluss)
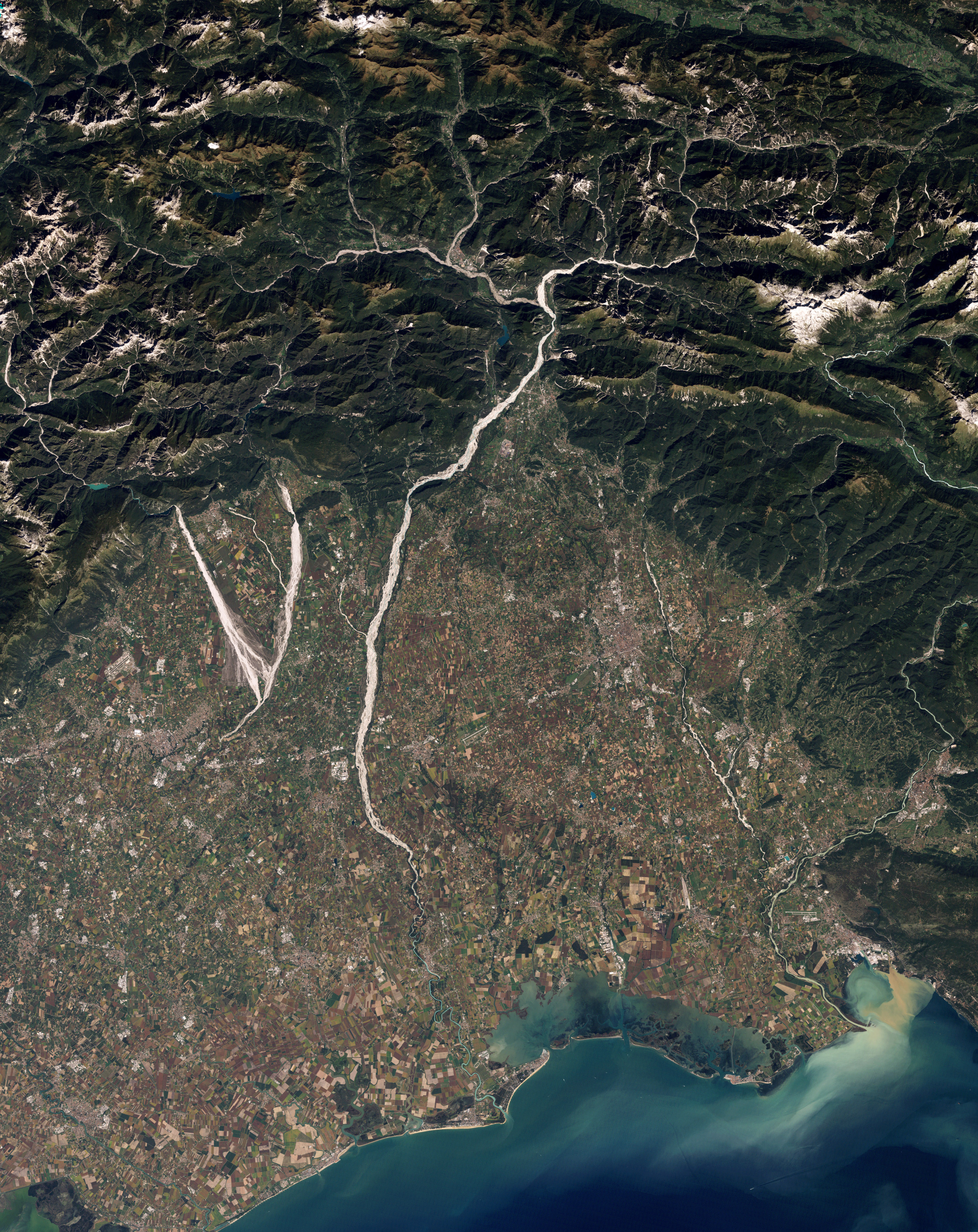
Satellitenaufnahme

## Hydrologie
Der Tagliamento führt im Jahresmittel 90 m³/s Wasser. Ein- bis zweijährliche Hochwasser erreichen 1100 m³/s, meist im Herbst und Frühjahr, ein hundertjährliches Hochwasser 4300 m³/s.
Der Pegelstand beträgt im Mittellauf maximal 2 m. Bei Latisana, wo der Tagliamento in einem engen Kanal die letzten 10 km ins Meer geführt wird, beträgt der maximale Pegelstand bis zu 7 m.

### Jahrhunderthochwasser
Am 4. November 1966 ereignete sich im Alpenraum und in Nord-Italien ein Jahrhunderthochwasser, das in Italien 118 Opfer forderte und weit verbreitete Schäden in der Toskana, an der nördlichen Adriaküste und in den nordöstlichen italienischen Alpen verursachte.
Am Tagliamento kamen in der Stadt Latisana 14 Personen ums Leben, 5000 Personen wurden obdachlos. Die größten Schäden verursachte der Tagliamento etwa 10 km nördlich seiner Mündung, wo dessen Pegel um mehr als 0,5 m/h gestiegen war und ein Maximum von 10,88 m über dem mittleren Pegel erreichte. Der Fluss überschwemmte an vier Hauptbruchstellen in seinem Ufer 22.000 ha der umliegenden Landschaft.
Das Hochwasser des Tagliamento unterspülte einen der Brückenpfeiler der Brücke von Pinzano, was die gesamte Brückenstruktur irreparabel schwächte, so dass sie am 22. September 1967 gesprengt werden musste. Offenbar war der betroffene Pfeiler trotz einer Aushubtiefe von 17,5 Metern im Felsgrund nicht genügend verankert gewesen. Zwischen 1968 und dem 19. März 1970 wurde eine neue Brücke aus Spannbeton, mit einer Spannweite von 185 Meter errichtet, die im Unterschied zur Vorgängerbrücke keine Zwischenpfeiler benötigte.

## Ökologische Bedeutung
Der 170 km lange Flusslauf des Tagliamento ist über 147 km weit in die Ebene hinein – bis etwa Latisana – noch weitgehend unreguliert. Die dynamischen Prozesse des Flusses laufen noch immer großräumig und ungestört ab und bestimmen die Topographie. Ausgedehnte Schotterflächen, bewachsene kleine Inseln und Auwälder bilden ein großes zusammenhängendes Ökosystem, das einzigartig in Europa ist. 
Der 150 km² große Flusskorridor, morphologisch noch über weite Abschnitte intakt, macht den Tagliamento zu einer europaweit einzigartigen Flusslandschaft. Die Fläche des aktiven Korridors beträgt 61,7 km² und untergliedert sich in: Schotter (ohne Gewässer) 38,7 km², Inselfläche 10,6 km² und Gewässer 12,4 km². Der Auwald umfasst 32,0 km².
Sein Mittellauf, der letzte große Wildfluss in Mitteleuropa, beherbergt eine im europäischen Vergleich überdurchschnittlich hohe Zahl an Tier- und Pflanzenarten, allein bei den Fischen kommt man mit 32 Arten (allein im Mittellauf) auf fast doppelt so viele Arten wie in vergleichbaren europäischen Gewässern.
Im Unterlauf des Flusses fällt die Tiefebene oft trocken und bildet so einen der größten Torrentes (Sturzbäche) Europas, mit dem Charakter eines verflochtenen Flusses.
Seit den 1990er Jahren wird der Lauf des Tagliamento daher als Referenzökosystem intensiv wissenschaftlich untersucht.

### Naturschutzgebiete
Einige Abschnitte des Flusslaufes sind als Gebiete des europäischen Natura-2000-Netzwerkes nach der Fauna-Flora-Habitat-Richtlinie (FFH) der EU geschützt: Die Quelle und Teile des Oberlaufes liegen im FFH-Gebiet und Naturpark Friauler Dolomiten, beim Eintritt in die Ebene nahe Gemona del Friuli durchfließt der Tagliamento die FFH-Gebiete Valle del Medio Tagliamento und, etwas weiter flussabwärts, Greto del Tagliamento bei Spilimbergo, quert im Unterlauf das kleine Schutzgebiet Bosco di Golena del Torreano bei Villanova della Cartera und mündet im FFH-Gebiet Laguna di Caorle - Foce del Tagliamento. Die Gebiete Valle del Medio Tagliamento und Greto del Tagliamento waren von 2012 bis 2019 Teile eines EU-geförderten Umweltprojektes zur Bewahrung und Wiederherstellung von Trockenrasenflächen.

## Geplante Eingriffe in den Flusslauf

### Sperrwerk von Pinzano

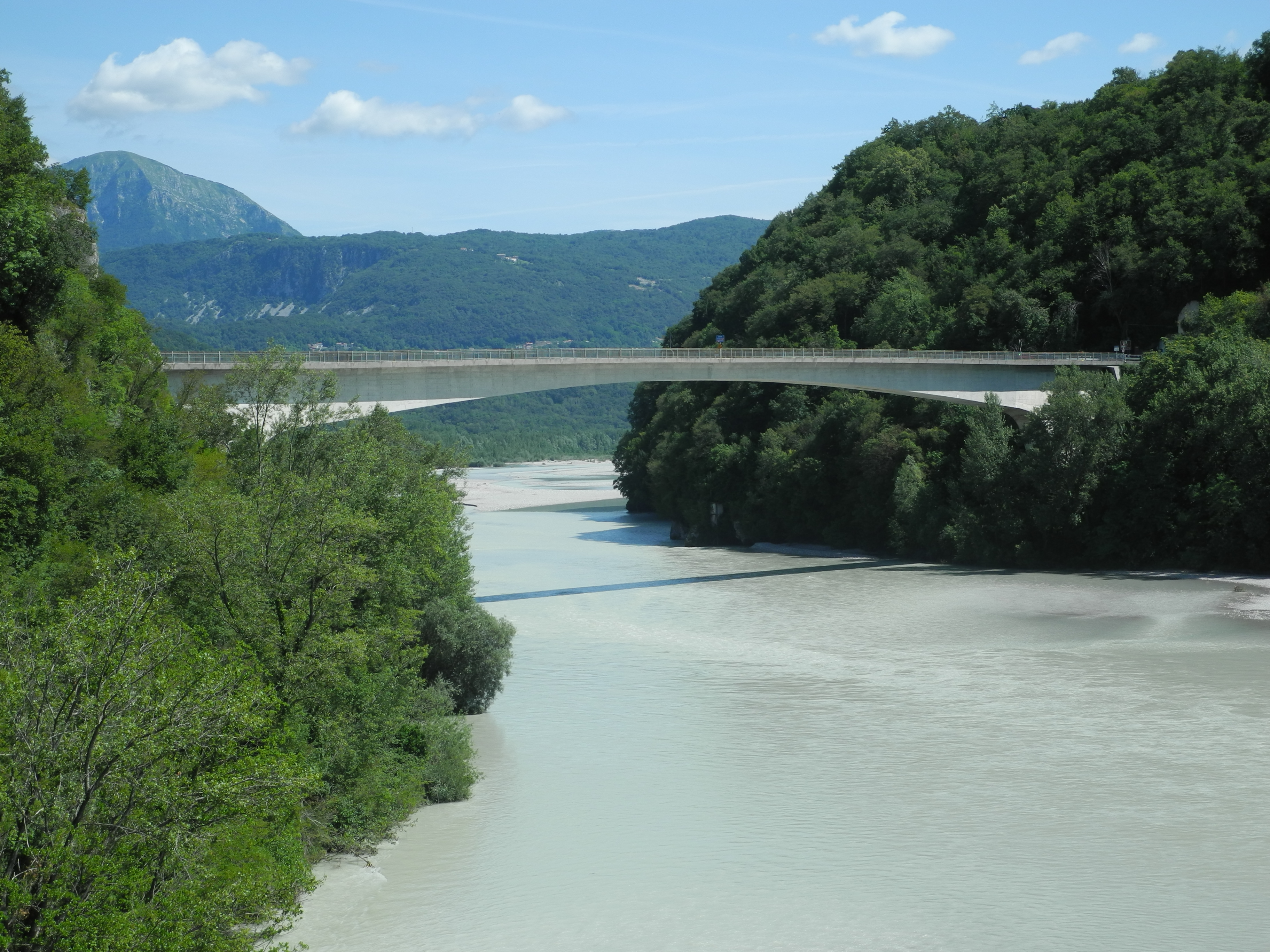
Ponte di Pinzano

In den 1970er Jahren wurde zum Hochwasserschutz des Gebietes von Latisana die Errichtung eines Staudamms auf der Höhe der Engstelle von Pinzano geplant (im Bereich der Ponte di Pinzano). Diese Planung stieß jedoch auf heftigen Widerstand, da im Falle eines Hochwassers erhebliche Teile der Gemeinden Pinzano, Vito d’Asio und vor allem Forgaria, einschließlich des Industriegebiets von Flagogna überschwemmt würden. Daraufhin wurde von dessen Realisierung abgesehen.
Nach einem Hochwasserrisiko-Managementplan der Bezirkseinzugsgebietsbehörde Ostalpen aus dem Jahr 2022 befindet sich erneut ein Stauwerk an der Engstelle von Pinzano in der Planung. Danach soll ein 13 Meter hoher Querriegel aus Stahlbeton mit verstellbaren Toren an der Unterseite automatisch geschlossen werden, wenn der Fluss um mehr als 4000 Kubikmeter pro Sekunde anschwillt. Ein bis zu 370 Hektar großer Stausee würde sich in einem solchen Fall flussaufwärts ausbilden.

### Hochwasserrückhaltebecken

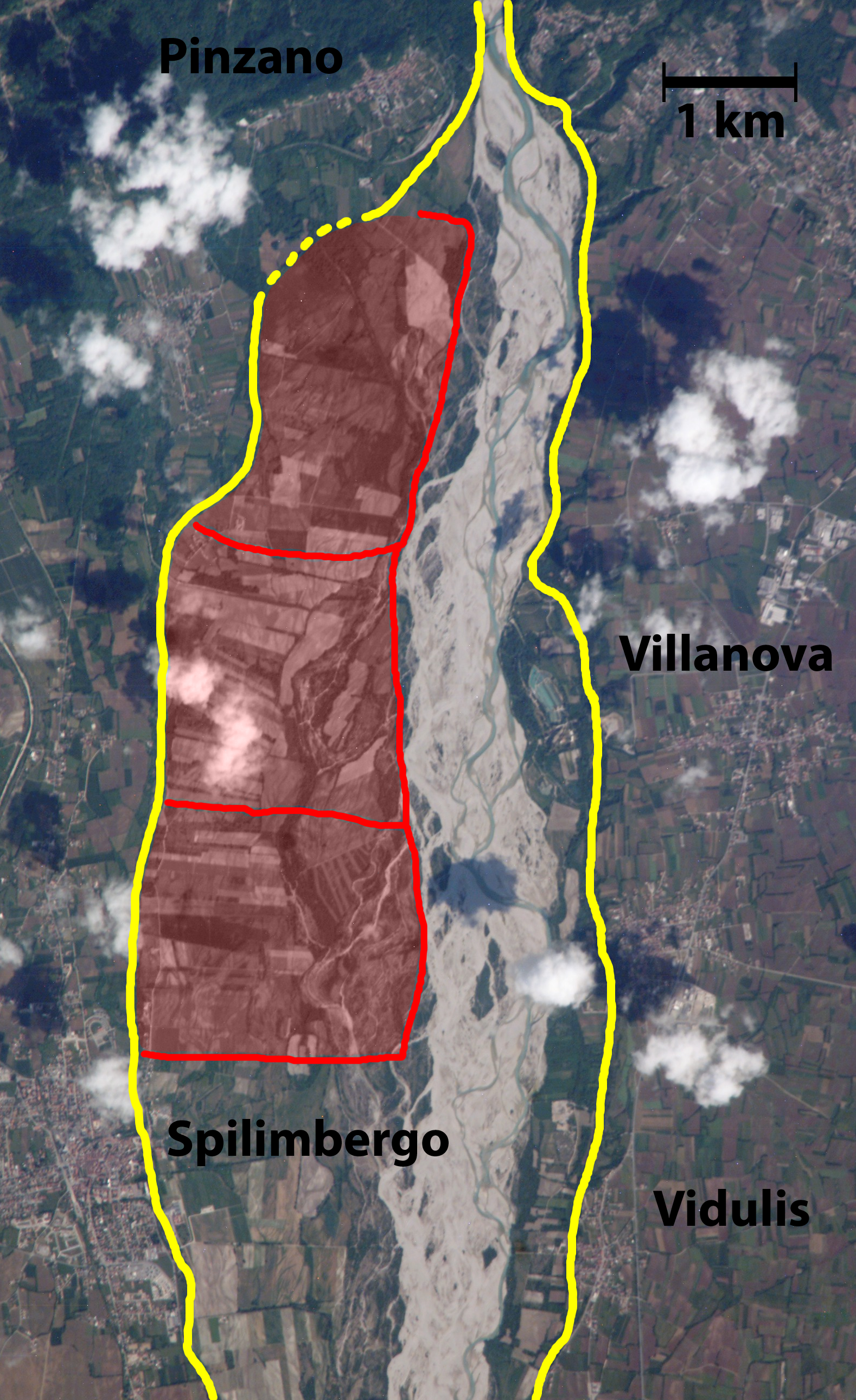
Lage der geplanten Rückhaltebecken

Das Gebiet bei Spilimbergo war in den 2000er Jahren durch Baumaßnahmen bedroht, die Regionalregierung plante im Rahmen des Hochwasserschutzes drei bis zu 8,5 km² große Rückhaltebecken innerhalb des Auenkorridors als harte Bauwerke, durch die zahlreiche negative Auswirkungen auf das Ökosystem und den Grundwasserstand erwartet wurden. Gegen das auf alte Planungen zurückgehende Projekt regte sich regionaler, aber auch internationaler Widerstand, etwa vom WWF, der Nichtregierungsorganisation Internationale Alpenschutzkommission (CIPRA) und von der Seite der Forschung, Reinhold Messner stellte als Europaabgeordneter der Grünen eine Anfrage an die Europäische Kommission. Auch die umliegenden Gemeinden waren gegen das Projekt, da sie negative Auswirkungen auf den zunehmenden (Natur-)Tourismus befürchten.

### Massiver Kiesabbau
Ein geplanter massiver Kiesabbau bei Cimano, von Spilimbergo noch wenige Kilometer flussaufwärts, konnte 2011 nach öffentlichen Protesten und Bedenken der zuständigen regionalen Wasserbaubehörde Autorità di Bacino verhindert werden, das Unternehmen zog sein Projekt zurück.

## Der Tagliamento in der Literatur
In der älteren deutschen Literatur taucht der Fluss unter dem Namen Dülmende auf. So wird in der Wolfdietrich-Sage, die unter anderem im heutigen Norditalien spielt, auch ein versammeltes Heer an der Dülmende erwähnt: „Bî der Dülmende besamnet sich daz her“.

Der italienische Filmregisseur, Dichter und Publizist Pier Paolo Pasolini verbrachte die Jahre während des Zweiten Weltkrieges in Casarsa della Delizia unweit des Tagliamento. In dieser Zeit schrieb er dort seine ersten Romane Amado Mio und Atti impuri, die erst 1982 posthum veröffentlicht wurden. Weite Teile der Handlung von Amado Mio sind am Ufer des Tagliamento angesiedelt, an dem sich die Jungen der umliegenden Dörfer zum Baden treffen: 

„Die Biegung des Tagliamento glich einem Wespennest: In hunderterlei Farben blinkten die Unterhosen und die Halstücher der Jungen in der Sonne. Nichts stand still: Selbst die Luft über dem Kiesbrett flirrte, die angekohlten und entrindeten Akazien bewegten sich mit derselben Lebhaftigkeit wie die Jungen. … Sowohl das Ufer als auch die Sandbank jenseits des Flusslaufes waren ein einziges Schlachtfeld, ein einziger Aufschrei.“